# Sanguinarina
La sanguinarina è un sale di ammonio quaternario appartenente al gruppo degli alcaloidi benzofenantridinici.